# بخش تورشبی
بخش تورشبی (به سوئدی: Torsby kommun) یک ناحیه شهری در سوئد است که در شهرستان ورملاند واقع شده‌است.